# Fête du roi de l'oiseau
La fête du roi de l'oiseau (également appelée fêtes renaissance du roi de l'oiseau) se déroule la troisième semaine du mois de septembre, dans la ville du Puy-en-Velay (France). 

## Historique
En 1524 le jeu de l’oiseau est apparu pour la première fois au Puy-en-Velay. Cette coutume, instaurée bien longtemps auparavant par Charles V, consistait à essayer d'abattre un oiseau de chiffon appelé le Papegai (Papagai en occitan qui signifie perroquet) d’un coup d’arquebuse ou d’une flèche. Le jeu avait lieu le Lundi de Pentecôte. Le vainqueur, proclamé Roi pour une année, recevait les clés de la ville, avec droit au port de l'épée, rang de consul, commandeur d'une compagnie d'arquebusier mais il devait abreuver et donner collation au public.
En 1986, les fêtes renaissance du roi de l'oiseau, sous l'impulsion de la municipalité, sont recréées par la troupe Théâtre de l'Alauda menée par Jean-Louis Roqueplan et Hervé Marcillat. Cette manifestation met à l'honneur les arts de la Renaissance : théâtre, musique, danse. Elle rassemble chaque fin d'été près de 100 000 spectateurs. La particularité de cette fête est la grande implication de la population qui prend grand soin à la préparation des costumes avec un scrupuleux respect historique. Ainsi environ 6 000 personnes revêtent leurs costumes pendant cinq jours et vivent, mangent, boivent à la façon de l'époque et emmènent le spectateur dans un voyage historique étourdissant. En effet, le centre ancien vit à l'heure de la Renaissance: camp de reconstitution, anciennes recettes remises au goût du jour, tavernes proposant hydromel et hypocras, spectacles de rue.
Reconnue comme l'une des plus grandes fêtes historiques d'Europe pour l'importance de sa programmation et de la participation associative, elle a battu monnaie pendant une dizaine d'années les « patards » et « florettes » remplaçant, dans la plupart des commerces, des restaurants et des tavernes, la monnaie nationale.
La cité au XVIe siècle se divisait en 22 îlots nommés les isles, qui seront remis à l'ordre du jour en 1990.

## Les Isles
La communauté d'agglomération est composée, depuis 1990, de huit « isles » représentant les villes de la communauté d'agglomération. Chacune, durant la fête du Roi de l'Oiseau, est reliée à un thème :
1. Miramande : la culture de la Renaissance.
2. La Viguerie : l'espace de la poésie, et des vers.
3. L'Estrapade : quartier de la potence du mont Ronzon, ou l'on pendait les brigands.
4. Lioussac : élixir et potions, plantes médicinales ou aromatiques.
5. Panaveyre : travail de la vigne et du vin.
6. Papelengue : militaires, artilleurs, et autres scènes de combats.
7. Mochafède : quartier des boucheries, espace saltimbanque, avec fêtes.
8. Garamentes : pour l'épée, la calligraphie, les potions étranges.

## Déroulement
Une délégation des représentants des pays du Velay, récupère le feu à Loudes, et offrent aux habitants des isles, les pains cuits dans les fours des communes, et du sel. Accueillis Porte Pannessac, le cortège se rend à la Lice, située place du Breuil, pour la cérémonie d'ouverture. Ainsi débutent cinq jours de fête avec spectacles de rue, théâtre, musique, danse, artistes et artisans européens, expositions sur le thème de la Renaissance et du XVIe siècle et en clôture des festivités, le concours du tir de l'Oiseau et le grand défilé historique en costumes.
Pour les 29 ans, en 2016, les groupes Dayazell, Cornalusa, Tornals, la compagnie Sembadelle et le théâtre des 33 avec son spectacle El Grande Teatro Toboso, sont les grands rendez-vous. Ce spectacle est également à l'honneur lors de l'édition 2017.
Durant toute la semaine, des campements sont installés dans toute la ville (notamment en haute-ville et place du Breuil), où dorment et vivent les participants de cette fête.
La fête médiévale, animée par plus de 6 000 personnes costumées, parmi lesquelles plusieurs troupes d'artistes, attire près de 100 000 personnes dont 30 000 se rassemblent pour suivre le grand défilé dominical de clôture. Le record d'affluence a été battu durant l'édition de 2018 avec près de 125 000 festivaliers.